# Sistema de Gestió de la Configuració
Un Sistema de Gestió de la Configuració o Configuration Management System (CMS) està constituït per un conjunt d'eines i bases de dades que s'utilitzen per administrar les dades de configuració d'un serveis de TI. El CMS també inclou informació sobre incidències, problemes, errors coneguts, canvis i llançaments, i pot contenir dades sobre els empleats, proveïdors, ubicacions, unitats de negoci, clients i/o usuaris. El CMS inclou eines per a la recollida, emmagatzematge, gestió, actualització i presentació de dades sobre tots els elements de configuració i les seves relacions.
El CMS és, per tant, un model lògic coherent que descriu la infraestructura de l'organització de TI, típicament composta de diverses Bases de Dades de Gestió de Configuració (CMBD) que operen com sub-sistemes físics.
S'utilitza per emmagatzemar informació sobre els Elements de Configuració (CI's).
Aquesta disciplina forma part del servei de transició d'un sistema i els actius són: 
- Suport a la Gestió de la Configuració: Definir i actualitzar l'estructura del sistema de manera que contingui la informació relacionada amb els Elements de Configuració (CI), incloent els seus atributs i relacions.

- Verificació i Auditoria de Configuracions: Dur a terme controls periòdics, assegurant que la informació continguda en el CMS sigui una representació exacta dels Elements de Configuració (CI) instal·lats a l'entorn de producció real.

## Gestor o administrador de la configuració
El CMS és mantingut per l'administració de configuració i és utilitzat per tots els processos de Gestió de Serveis de TI.
Definim al Gestor de la configuració com a rol responsables d'aquesta àrea amb la funció de donar manteniment a la informació requerida sobre Elements de Configuració i de prestar serveis de TI. Amb aquesta finalitat, dona manteniment a un model lògic que conté els components de la infraestructura de TI i les seves respectives associacions.
Així doncs s'ha de proveir dels mecanismes i eines necessàries per a: 
- Mantenir un registre i auditoria dels CI
- Poder obtenir mètriques sobre el CI

## Mètriques
Les mètriques que poden resultar útils són: 
- Freqüència de verificació: Freqüència de verificacions físiques del contingut de CMS
- Durada de verificació: Durada mitjana de verificacions físiques del contingut de CMS
- Esforç per a verificacions de CMS: Mitjana d'esforç de treball per a verificacions físiques del contingut de CMS
- Cobertes SCM: Percentatge d'elements de configuració les dades estan inclosos en la CMS
- Actualització automàtica de CMS: Percentatge d'elements de configuració les dades a la CMS s'actualitzen automàticament
- Quantitat d'errors de CMS: Nombre d'ocasions en què es van detectar incorreccions en el contingut de la CMS.